# Bactritida
Bactritida — вимерлий ряд головоногих молюсків підкласу наутилоїдей (Nautiloidea), що існував з раннього девону по середній тріас.

## Еволюція
Bactritida вважаються прямими предками амонітів і белемнітів, а також сучасних восьминогів та кальмарів. Самі ж Bactritida походять від примітивних девонських Orthocerida.

## Опис
Bactritida характеризувалися прямою, рідше трохи зігнутою на кінці, раковиною з відносно невеликою округлою ембріональною камерою (протоконх) і тонкою сифонною трубкою, яка розташовувалась на черевній стороні.

## Спосіб життя
Жили в морях. Вели рухливий спосіб життя.